# Misurata
Misurata (en árabe: مصراتة‎, también Miṣrātah y Madīnat Miṣrātah) es una ciudad en el distrito de Misurata en el noroeste de Libia, localizada a 210 km al este de Trípoli sobre la costa del Mediterráneo cerca del Cabo Misurata.

## Descripción
La población es de aproximadamente 121 700 habitantes (1988), Misurata es la tercera ciudad más grande en Libia después de Trípoli y Bengasi. Misurata es la capital del distrito con el mismo nombre y se considera como la capital económica de Libia. El puerto de Misurata es Qasr Ahmed.
El distrito de Misurata linda con el de Al Murgub al oeste.

## Historia

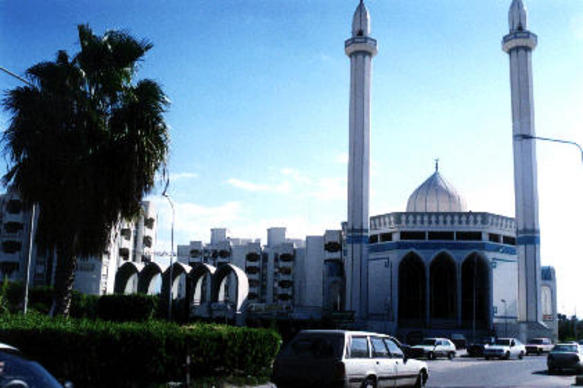
La mezquita principal en Misurata

### Inicios
No hay consenso entre las distintas fuentes acerca de si la ciudad fue establecida por los fenicios (hace 3000 años) los  romanos, o por la expansión musulmana del siglo VII; ni en lo que fue su antiguo nombre (Thubactis, Thubaqt, Tubartis, o  Tobasitis[cita requerida]). Los recientes descubrimientos arqueológicos indican que algún tipo de centro urbano ha existido en la ubicación actual de la ciudad desde la época romana. [cita requerida] La teoría del origen romano parece ser menos frecuentemente citado y con el apoyo por lo menos en las fuentes disponibles en la actualidad .Se asocia con nombres asociados a la teoría de origen islámico (ThubactisoThubaqt), ligeramente diferentes de los (Tubartis o Tobasitis). Es posible conciliar las dos teorías, asumiendo que la ciudad fue fundada inicialmente por los romanos y que entonces se conocía como Tubartis pero más tarde (después de un período de desaparición o en una ubicación ligeramente diferente) fue refundada por las conquistas musulmanas y llamada Thubactis. En cualquier caso, en el siglo séptimo, que sirvió como centro de abastecimiento caravanas.
 La ciudad todavía conserva un casco antiguo de calles estrechas que respaldan que data de su época islámica.
Misurata se originó en el siglo X a. C. como centro del comercio fenicio [cita requerida]. Durante casi tres mil años, siempre ha sido y sigue siendo un centro comercia de actividad importante en Libia. Es conocida por sus académicos y sus numerosos colaboradores con el arte libio, literatura y  academia.La ciudad era conocida por el nombre arcaico de cefalia Tobactus [cita requerida]. Su importancia se deriva de estar en la encrucijada de las rutas vitales y en medio de una zona agrícola mencionada por el nombre de Cefalia Promentium en los documentos antiguos llamada Stade Somas Marcie Magna (las distancias más grandes en el gran mar) en el siglo IV antes de Cristo. Esto significa que se menciona en los documentos en un período que se remonta a dos mil años trescientos cincuenta, que es considerada como una de las más antiguas referencias a las afueras de la costa de Qasr Ahmad, donde se encuentra el puerto de Misurata, citadas hasta ahora. El geógrafo Estrabón lo describió en el siglo I a. C. como un promontorio de altura cubierto con arbustos que forman el gran golfo de Sirte. Fue mencionado por Claudio Ptolomeo, el famoso geógrafo, como Treron Akron, ya que está formada por tres capas de la tierra firme saltando en el mar y habitada por la tribu Misurata. Por lo tanto, fue nombrado por el nombre de esta tribu. También era conocido por el nombre Arrimal Dat (la arena de uno) [cita requerida] ya que está llena de dunas de arena blanca y amarilla.

### Revolución libia de 2011
Durante la Guerra de Libia de 2011, la ciudad estuvo en poder de la oposición de Libia y el Gobierno de Libia según indicaron agencias de prensa. Fue escenario de la batalla de Misurata. La coalición internacional lanzó el 23 de marzo de 2011 ataques y las tropas de Gadafi tomaron el puerto de Misurata, donde desde hacía días se libraba una dura batalla. Aviones de la coalición internacional lanzaron inmediatamente dos ataques aéreos contra posiciones de las fuerzas leales a Muamar Gadafi en Misurata, en el oeste de Libia, un día después de que la ciudad fuera bombardeada por el régimen libio.

## Clima
| Parámetros climáticos promedio de Misurata | Parámetros climáticos promedio de Misurata | Parámetros climáticos promedio de Misurata | Parámetros climáticos promedio de Misurata | Parámetros climáticos promedio de Misurata | Parámetros climáticos promedio de Misurata | Parámetros climáticos promedio de Misurata | Parámetros climáticos promedio de Misurata | Parámetros climáticos promedio de Misurata | Parámetros climáticos promedio de Misurata | Parámetros climáticos promedio de Misurata | Parámetros climáticos promedio de Misurata | Parámetros climáticos promedio de Misurata | Parámetros climáticos promedio de Misurata |
| Mes                                        | Ene.                                       | Feb.                                       | Mar.                                       | Abr.                                       | May.                                       | Jun.                                       | Jul.                                       | Ago.                                       | Sep.                                       | Oct.                                       | Nov.                                       | Dic.                                       | Anual                                      |
| ------------------------------------------ | ------------------------------------------ | ------------------------------------------ | ------------------------------------------ | ------------------------------------------ | ------------------------------------------ | ------------------------------------------ | ------------------------------------------ | ------------------------------------------ | ------------------------------------------ | ------------------------------------------ | ------------------------------------------ | ------------------------------------------ | ------------------------------------------ |
| Temp. máx. abs. (°C)                       | 30                                         | 28.9                                       | 40                                         | 41.1                                       | 40                                         | 47.2                                       | 45                                         | 47.8                                       | 43.9                                       | 40                                         | 35.6                                       | 31.1                                       | 47.8                                       |
| Temp. máx. media (°C)                      | 16.1                                       | 17.2                                       | 18.9                                       | 21.7                                       | 24.4                                       | 27.8                                       | 28.9                                       | 30                                         | 29.4                                       | 26.7                                       | 21.7                                       | 17.8                                       | 23.3                                       |
| Temp. media (°C)                           | 13.3                                       | 14.4                                       | 16.1                                       | 18.3                                       | 21.1                                       | 24.4                                       | 26.1                                       | 27.2                                       | 26.1                                       | 23.3                                       | 18.9                                       | 15                                         | 20.4                                       |
| Temp. mín. media (°C)                      | 10.6                                       | 11.1                                       | 12.8                                       | 15                                         | 17.8                                       | 20.6                                       | 22.8                                       | 23.9                                       | 22.8                                       | 20                                         | 15.6                                       | 11.7                                       | 17                                         |
| Temp. mín. abs. (°C)                       | 2.2                                        | 0                                          | 5                                          | 5.6                                        | 10                                         | 13.9                                       | 13.9                                       | 20                                         | 12.2                                       | 11.1                                       | 7.2                                        | 0                                          | 0                                          |
| Lluvias (mm)                               | 55.9                                       | 27.9                                       | 17.8                                       | 7.6                                        | 5.1                                        | 0                                          | 0                                          | 0                                          | 12.7                                       | 38.1                                       | 43.2                                       | 58.4                                       | 264.2                                      |
| Humedad relativa (%)                       | 70                                         | 68                                         | 69                                         | 69                                         | 70                                         | 71                                         | 73                                         | 73                                         | 72                                         | 69                                         | 68                                         | 67                                         | 70                                         |
| Fuente: Weatherbase (en inglés)            |                                            |                                            |                                            |                                            |                                            |                                            |                                            |                                            |                                            |                                            |                                            |                                            |                                            |